# Eleição para o Senado federal pelo Alasca em 2010
A eleição para o senado do estado americano do Alasca em 2010 aconteceu em 2 de novembro de 2010, em conjunto com as eleições para o Senado dos Estados Unidos em outros estados, como as eleições para a Câmara dos Deputados e à eleição para governador do Estado do Alasca. As eleições primárias para escolher os candidatos foram realizadas em 24 de agosto de 2010. A partir de 11 de novembro, a eleição permanece uncalled.

## Primária Democrata
| Primária Democrata | Primária Democrata | Primária Democrata | Primária Democrata | Primária Democrata | Primária Democrata |
| Partido            | Candidato          | Votos              | %                  |                    |                    |
| Democrata          | Scott McAdams      | 18.035             | 49,99%             |                    |                    |
| Democrata          | Jacob Seth Kern    | 6.913              | 19,16%             |                    |                    |
| Democrata          | Frank Vondersaar   | 5.339              | 14,80%             |                    |                    |
| Total              | Total              | 36.080             | 100%               |                    |                    |
| ------------------ | ------------------ | ------------------ | ------------------ | ------------------ | ------------------ |

## Primária Republicana
| Primária Democrata | Primária Democrata | Primária Democrata | Primária Democrata | Primária Democrata | Primária Democrata |
| Partido            | Candidato          | Votos              | %                  |                    |                    |
| Republicano        | Joe Miller         | 55.878             | 50,91%             |                    |                    |
| Republicano        | Lisa Murkowski     | 53.872             | 49,09%             |                    |                    |
| Total              | Total              | 109.750            | 100%               |                    |                    |
| ------------------ | ------------------ | ------------------ | ------------------ | ------------------ | ------------------ |

## Resultados
| Eleição para o senado do Alasca em 2010 | Eleição para o senado do Alasca em 2010 | Eleição para o senado do Alasca em 2010 | Eleição para o senado do Alasca em 2010 | Eleição para o senado do Alasca em 2010 | Eleição para o senado do Alasca em 2010 |
| Partido                                 | Candidato                               | Votos                                   | %                                       |                                         |                                         |
|                                         | Lisa Murkowski                          | 101.091                                 | 39,06%                                  |                                         |                                         |
| Republicano                             | Joe Miller                              | 90.839                                  | 35,11%                                  |                                         |                                         |
| Democrata                               | Scott McAdams                           | 60.045                                  | 23,21%                                  |                                         |                                         |
| votos válidos                           | votos válidos                           | 258.746                                 |                                         |                                         |                                         |
| Inválido ou votos em branco             | Inválido ou votos em branco             |                                         |                                         |                                         |                                         |
| Total                                   | Total                                   |                                         |                                         |                                         |                                         |
| --------------------------------------- | --------------------------------------- | --------------------------------------- | --------------------------------------- | --------------------------------------- | --------------------------------------- |